# Hidalgotitlán
Hidalgotitlán é um município do estado mexicano de Veracruz. Em 2000, a população da cidade era de  18 000 habitantes. Seu nome deriva de duas palavras: uma em espanhol e outra indígena. A primeira parte é o nome de família Hidalgo (em homenagem ao pai da moderna nação mexicana, Miguel Hidalgo) e a segunda parte é "-tlan", um sufixo Nahuatl que significa "lugar".